# Florestina
Florestina là một chi thực vật có hoa trong họ Cúc (Asteraceae).

## Loài
Chi Florestina gồm các loài: